# Guilherme de Marcillat
Guilherme de Marcillat (em francês:  Guillaume de Marcillat; c. 1470–1529 (59 anos)) foi um pintor e vitralista francês do final do século XV e início do século XVI.

## Biografia
Guilherme nasceu em La Châtre, Indre, por volta de 1470 e já estava em Roma em 1509, quando foi empregado pelos papas Júlio II e Leão X para trabalhar no Vaticano e em Santa Maria del Popolo, onde, em duas janelas do coro, estão suas obras sobreviventes mais antigas. Em 1515, foi convocado pelo cardeal Silvio Passerini a Cortona, onde fundou uma oficina para produzir os vitrais para a catedral de Santa Maria delle Grazie al Calcinaio. Em 1519, Guilherme estava em Arezzo, onde foi o responsável pelos vitrais da da catedral e da Basílica de São Francisco. São dele também os afrescos da Catedral de Arezzo.
Guilherme morreu em Arezzo em 1529.